# Paramyristica sepicana
Paramyristica sepicana là một loài thực vật có hoa trong họ Myristicaceae. Loài này được Don Foreman mô tả khoa học đầu tiên năm 1974.